# Karl Nuss
Karl Nuss (* 26. September 1959 in Duttenberg, Baden-Württemberg) ist ein deutscher Tierarzt. Er arbeitet im Tierspital Zürich und an der Universität Zürich als Professor für Wiederkäuerchirurgie.

## Leben
Karl Nuss wuchs als zweites von sechs Geschwistern auf einem Bauernhof auf und schloss im Jahr 1986  das Studium der Veterinärmedizin an der Ludwig-Maximilians-Universität München ab. Nach der Dissertation folgten ein Auslandsaufenthalt  an der Tufts University in den USA (1992), Fachtierarztausbildungen (1992, 1996) und die Habilitation (2000). Danach wechselte er an die Vetsuisse-Fakultät der Universität Zürich (2001). Nach erfolgreicher Tätigkeit bot die Universität München ihm eine Professur an, die er 2007 annahm. Nuss kehrte zwei Jahre später nach Zürich zurück, wo er zum außerordentlichen Professor für Wiederkäuerchirurgie ernannt wurde. Er ist Diplomate of the European College of Veterinary Surgeons (ECVS) und des European College of Bovine Health Managements (ECBHM). Seit 1992 ist er verheiratet; das Paar hat vier Kinder.

## Arbeit und Forschung
Karl Nuss forschte vor allem im Bereich Nutztier-Orthopädie Klaue und Nutztier-Chirurgie. In über 180 Veröffentlichungen mit verschiedenen Mitarbeitenden wurde unter anderem der Bewegungsablauf bei Rindern mit unterschiedlichen Messmethoden analysiert. Dabei gelang auch der Nachweis der ungleichen Zehenlänge bei Paarhufern sowie ihr Zusammenhang mit Erkrankungen bei Haus- und Zoowiederkäuern. Neben der Herausgabe des Lehrbuchs „Fiedler A, Maierl J, Nuss K. Erkrankungen der Klauen und Zehen des Rindes, 2. Aufl. Thieme Verlag Stuttgart 2018“ stehen weitere Beiträge zu internationalen Lehrbüchern, wie „Anderson D.E., Rings D.M (Eds.), Current Veterinary Therapy. Food Animal Practice, 5th ed. Saunders-Elsevier 2009“, „Fubini S.L., Ducharme N.G.(Eds.) Farm Animal Surgery, Saunders-Elsevier, 2nd Edition 2017“ und „Kofler J. (Ed.) Ultrasonography of the Musculoskeletal System, Schlütersche Verlagsanstalt, Hannover 2021“.

## Publikationen (Auswahl)

### Monographien
- Zur Klauengelenksresektion beim Rind: eine Analyse von 281 Fällen. Dissertationsschrift, Universität München, 1988
- Stadienorientierte Sequenztherapie der septischen und paraseptischen Monarthritis beim Rind. Habilitationsschrift, Universität München, 2000

### Wissenschaftliche Artikel (Auswahl)
- Nuss, Karl & Paulus, N. (2006). Measurements of claw dimensions in cows before and after functional trimming: A post-mortem study. The Veterinary Journal. 172. 284-92. doi:10.1016/j.tvjl.2005.04.031.
- Meyer S, Weishaupt M, Nuss K. Gait analysis of heifers on a treadmill: a high-speed cinematographic study. J Dairy Science 2007; 90: 670-676.
- Schmid T, M. Weishaupt, S. Meyer, N. Waldern, K. von Peinen, and K. Nuss. High speed cinematographic evaluation of claw-ground contact patterns of lactating cows. Vet J 2009, 181: 151-157.
- Muggli E, Sauter-Louis C, Braun U, Nuss K: Length asymmetry of the bovine digits. The Veterinary Journal 2011; 188: 295–300.
- Nuss, Karl & Müller, J. & Wiestner, Thomas. (2019). Effects of induced weight shift in the hind limbs on claw loads in dairy cows. Journal of Dairy Science. 102. doi:10.3168/jds.2018-15539.
- Nuss, Karl & Hässig, Michael & Mueller, Judith. (2020). Hind limb conformation has limited influence on claw load distribution in dairy cows. Journal of Dairy Science. 103. doi:10.3168/jds.2019-18024.